# 森永乳業presents 平原綾香のヒーリング・ヴィーナス
森永乳業presents 平原綾香のヒーリング・ヴィーナス（もりながにゅうぎょうプレゼンツ ひらはらあやかのヒーリング・ヴィーナス）は、2006年4月から2019年3月まで歌手の平原綾香がTOKYO FMで担当していたラジオ番組。

## 概要
2006年3月に終了した森永乳業presents 川村結花のヒーリング・ヴィーナスの後継として開始。ヒーリング・ヴィーナスの4代目。川村時代は原則として生放送であったが、平原になってからは基本的に録音放送となった（後述するように生放送で放送したこともある）。2019年3月の終了時点で平原は満13年間担当しており、歴代ヒーリング・ヴィーナスでは最長の放送期間となった。
平原が歌とは全く違う、明るくひょうきんな喋りを披露しているのが大きな特徴である。番組のコンセプトは「癒しと笑いをテーマにした、まったり、ゆったりとした番組」。2010年4月からFM OH!でも放送開始。当初は1時間遅れネットしていたが、2011年4月から東京と同時ネット。2016年10月からは@FMでも放送を開始し、東京・愛知・大阪の三局ネットになった。

## シリーズの終焉
2019年3月17日のエンディングで同年3月31日の放送をもって番組が終了となる事が発表された。これにより、1996年4月から『渡瀬マキのヒーリング・ヴィーナス』から始まった『ヒーリング・ヴィーナスシリーズ』は23年の歴史に幕を降ろした。

## 放送局と放送時間
いずれも、日曜日18:00 - 18:55放送
- TOKYO FM (2006年4月 - )
- FM OH!（2010年4月より1時間遅れで放送、2011年4月から同時ネット）
- ＠FM（2016年10月 - ）

## コーナー（2014年4月から）
オープニング・トーク
平原が自身の近況や季節の話題について話す。
ヴィーナス・ラウンジ
ゲストを迎えて話を聴くコーナー。
（コーナー名なし）
リスナーからのお便りを紹介。リスナーからの恋愛相談などに答える場合もある。2013年7月以降、メッセージテーマを決めて投稿を受け付けるようになった。
カバーズ・セレクト
平原綾香にカバーしてほしい他のアーティストの曲を募集。
各コーナーの合間に曲がかかる。平原の曲はもちろんだが、洋楽や邦楽など比較的幅広い選曲である。月の最終週などはヴィーナス・ラウンジの代わりにリスナーの恋愛相談を集中的取り上げる「恋愛相談スペシャル等になることがある。

## 過去の番組内容

### コーナー（2013年7月から2014年3月まで）
オープニング・トーク
（コーナー名なし）
リスナーからのお便りを紹介。リスナーからの恋愛相談などに答える場合もある。2013年7月以降、メッセージテーマを決めて投稿を受け付けるようになった。
ヴィーナス・ラウンジ
月の最終週などはヴィーナス・ラウンジの代わりにリスナーの恋愛相談を集中的取り上げる「恋愛相談スペシャル」等になることがあった。また2013年で平原がデビュー10周年を迎えるため、デビュー以来のヒストリーを1年ずつ振り返るコーナーや、リスナーが10年後の自分に宛てたメッセージを読み上げるコーナーなどが存在した。

### 2013年4月から6月まで
オープニング・トーク
ヴィーナス・ラウンジ
（コーナー名なし）
リスナーからのお便りを紹介。リスナーからの恋愛相談などに答える場合もある。
ヒーリング・アート
リスナーから投稿された絵を見て、平原が絵の説明と絵から思いついた曲を紹介する。絵は放送終了後に公式サイトにUPされる。
該当する作品が無い場合は「ヒーリングワード」になることもあった。
Dear Classics
平原のベストアルバム『Dear Jupiter』にちなみ、コメントゲストのクラシック音楽および選曲したクラシック音楽の楽曲を紹介。
平原の楽曲のキャッチフレーズを募集しており、オープニングトークの直後に平原の楽曲を流す際に、リスナーのキャッチフレーズを付けて曲紹介がされていたこともある。

### 2012年4月から2013年3月まで
オープニング・トーク
ヴィーナス・ラウンジ
（コーナー名なし）
幸運になるジンクスや心に残る一言、癒されるアイテムなどを紹介。リスナーからのハガキ（恋愛相談など）を読む場合もある。
ヒーリング・アート
Your Classics
平原のアルバム『my classics』シリーズにちなみ、リスナーのリクエストなどによって選曲したクラシック音楽の楽曲を紹介。2013年2月に番組オリジナルのコンピレーションアルバム『Your Classics』（非売品）が制作された。

### 2011年4月から2012年3月まで
オープニング・トーク
Healing Word
曲の歌詞や詩、過去の偉人の言葉などから印象に残っている言葉を紹介。
ヴィーナス・ラウンジ
Healing Topics
Your Classics

### 2009年3月から2011年4月まで
オープニング・トーク
Healing Word
あーやSelection My pod touch nano!
平原が気になる曲、気に入った曲、平原にとってのエバーグリーンな1曲を紹介。
Healing Topics
Your Classics
2010年初頭までは2-3.週に1回は平原が実際に森永乳業の製品を食べて感想を述べるCMコーナーがあった。

### 2008年4月から2009年2月まで
オープニング・トーク
Healing Therapy
三択質問の心理テストのコーナー
あーやSelection My pod touch
平原が気になる曲、気に入った曲、平原にとってのエバーグリーンな1曲を紹介。
Healing Topics
幸運になるジンクスや心に残る一言、癒されるアイテムなどを紹介
Healing News
何だか癒されるニュースを紹介

### 2008年1月から3月まで
オープニング・トーク
カフェ・ド・ヒーリング
リスナーがテーマに沿って募集したリスナーからのメールやハガキを読み、平原がその日のテーマに沿って選曲。2007年までのHEALING SONGと同じ。
あーやSelection My pod touch
平原が気になる曲、気に入った曲、平原にとってのエバーグリーンな1曲を紹介。
Healing Live
平原が、主に自分の曲を1曲スタジオライブで歌い、持ち前の歌唱力を披露する。
HEALING ROOM
リスナーのメッセージを紹介。過去のコーナーを引き継ぎ、主に悩み相談コーナーである。

### 2007年12月まで
ヒーリン句
オープニング・コーナー。何となく癒されるような川柳を一句紹介。
HEALING SONG
「癒しの一曲」リクエスト。「ベスト・フィット・あ～や」として、平原がその日のテーマに沿って選曲。
SHE'S ROOM
平原が洋楽の名曲の歌詞（翻訳）を朗読する。が、『ジンギスカン』など意味が良く分からない歌詞を読まされて戸惑っていた。平原いわく「名曲は歌詞が意味不明」。
HEART CONSCIOUS
リスナーからの悩み相談を平原が答える。かつては恋愛相談だけ「こいなや」という別立てのコーナーになっていたが、後に一緒になり、何度かの番組のリニューアル後も形を変えて存続している。このコーナーの後、「みんな一緒に悩んで悩んで…」と言った後に、「ウィキウィキウィキウィキウィキペディア!」と言ったり、「今日の格言」と言いながら、いきなり『天空の城ラピュタ』や『魔女の宅急便』『それいけ!アンパンマン』等のアニメ作品やドラマ、映画の台詞の再現・パロディなど、歌手平原綾香のイメージを覆すようなボケを入れるのが定番になっていた。
惜しいリン句（終了）
面白いが「ヒーリン句」に採用されるには至らなかった川柳を紹介していた。
なお、ミュージシャンのゲストが来た際にはコーナー編成が変わり、平原とのセッションが行われることが多い。また、2007年秋の聴取率調査週間ではリスナーに平原が電話して、直接悩み相談を受ける企画が行われたが、その際にはなぜか相手に唐突にモノマネを無茶振りするなど、ここでも歌手平原綾香とは違う一面を見せていた。他に聴取率調査週間に、平原または平原とゲストでスタジオライブを行い、平原が持ち前の歌唱力を披露する場合もあった。これが、2008年に一時定期化する。

## 公開放送
2008年以降、ほぼ年に1-2回公開収録（生放送だったこともある）が行われている。

### 2006年
TOKYO FM『森永乳業 presents ヒーリング・ヴィーナス 10th Anniversary Special 平原綾香Live in 丸ビル』
2006年11月26日 18:00-18:55放送（通常放送枠）
丸ビルクリスマスツリー点灯式での公開収録（11月17日収録）

### 2008年
森永乳業presents 平原綾香のヒーリング・ヴィーナス バレンタインデースペシャル
2008年2月11日 17:00-17:55放送
アクアシティお台場からの初の公開生放送。ゲストは:K。なお、公開生放送は、川村結花がパーソナリティーの時にも行われていた。
TOKYO FM HOLIDAY SPECIAL 平原綾香のヒーリング・ヴィーナス SUMMER SPECIAL
2008年7月21日 11:30-13:00放送
ヴィーナスフォートでの公開収録（7月12日収録）。ゲスト:佐藤竹善。

### 2009年
森永乳業presents 平原綾香のヒーリング・ヴィーナス
2009年11月1日 18:00-18:55放送（通常放送枠）
幕張メッセで行われていた第41回東京モーターショー会場からの公開生放送。

### 2010年
森永乳業presents 平原綾香のヒーリング・ヴィーナス クリープで彩るバレンタインスペシャル
2010年2月14日 18:00-18:55放送（通常放送枠）
丸の内・カフェパリアッチョでの公開収録（2月2日収録）。公開収録時のタイトルは「平原綾香のヒーリング・カフェ」となっていた。

### 2011年
森永乳業presents 平原綾香のヒーリング・ヴィーナス
2011年2月13日 18:00-18:55放送（通常放送枠）
TOKYO FM のSTUDIO IRISでの公開収録（2月4日収録）。放送内容の殆どは平原のスタジオライブ。
森永乳業presents 平原綾香のヒーリング・ヴィーナス おひさまプロジェクト 〜大切なあなたへ Ustream Live!〜
2011年11月6日 18:00-18:55放送（通常放送枠）
大阪心斎橋 BIG STEP 地下1階特設スペースでの公開収録（10月29日収録）。初の大阪での公開収録で、収録日当日にはUstreamを通じて生中継された。ゲスト:桂三度。

### 2012年
平原綾香アルバム『ドキッ！』発売記念イベント with ヒーリング・ヴィーナス supported by 森永乳業
2012年3月4日 18:00-18:55放送（通常放送枠）
2月29日に発売された、平原の10枚目のアルバム『ドキッ！』の発売記念イベントとして、同日にTOKYO FMホールで行われた公開収録の模様を放送した。
森永乳業presents 平原綾香のヒーリング・ヴィーナス
2012年3月11日 18:00-18:55放送（通常放送枠）
Date FM（エフエム仙台）からの生放送。東日本大震災から1年となる同日に、「おひさまプロジェクト」の第2弾として放送された。スタジオライブでは「おひさま〜大切なあなたへ」をアカペラで披露した。

### 2013年
森永乳業presents 平原綾香のヒーリング・ヴィーナス
2013年2月10日 18:00-18:55放送（通常放送枠）
マウントレーニアホール渋谷での公開収録（2月1日収録）。前半はゲストの堂珍嘉邦とのトーク、後半は平原のライブ。堂珍とのデュエットも披露された。
森永乳業presents 平原綾香のヒーリング・ヴィーナス「Season's Greeting from AYAKA」
2013年12月1日 18:00-18:55放送（通常放送枠）
マウントレーニアホール渋谷での公開収録（11月25日収録）。ゲストの吉田兄弟とのトークと平原および吉田兄弟のライブ。

### 2015年
森永乳業presents 平原綾香のヒーリング・ヴィーナス「バレンタイン・プレミアム」
2015年2月1日および2月8日 18:00-18:55放送（通常放送枠）
大阪ブリーゼプラザでの公開収録（1月21日収録）。ゲストの押尾コータローとのトークおよびライブ。
森永乳業presents 平原綾香のヒーリング・ヴィーナス
2015年4月26日 18:00-18:55放送（通常放送枠）
銀座三越での公開収録（4月12日収録）。ゲストの谷村新司とのトークおよび平原のミニライブ。
森永乳業presents 平原綾香のヒーリング・ヴィーナス
2015年10月25日 18:00-18:55放送（通常放送枠）
TOKYO FM渋谷スペイン坂スタジオからの公開生放送。スタジオライブでは「アメイジング・グレイス」をアカペラで披露した。

### 2016年
森永乳業presents 平原綾香のヒーリング・ヴィーナス
2016年8月7日 18:00-18:55放送（通常放送枠）
渋谷パルコの建て替えに伴いこの日を以て閉鎖となるTOKYO FM渋谷スペイン坂スタジオからの公開生放送。スタジオライブでは「STAR」と「Song For You」を披露した。
森永乳業presents ヒーリング・ヴィーナス 20周年記念音楽祭
2016年9月25日 19:00-19:55放送 (通常放送の次の時間帯の「TOKYO FM サンデースペシャル」で放送）
ヒーリング・ヴィーナス放送開始20周年と平原が4代目MCとなってから10周年を迎えたことを記念して、9月7日にTOKYO FMホールで行われた記念ライブの模様を生放送。ゲストは尾崎亜美と吉田山田。

### 2017年
森永乳業presents 平原綾香のヒーリング・ヴィーナス
2017年3月26日 18:00-18:55放送（通常放送枠）
＠FMのイベントスペース・エリア807からの公開生放送。@FMでネットするようになってから初の、名古屋からの公開生放送となった。スタジオライブとして「約束のこの瞬間（とき）に」を披露した。。
森永乳業presents 平原綾香のヒーリング・ヴィーナス　ハッピークリスマス・スペシャル
2017年12月24日 18:00-18:55放送（通常放送枠）
クリスマスイブ当日の放送ということで、TOKYO-FMの会員制レストラン「JET STREAM」に抽選で選ばれたリスナーを招待しての公開生放送となった。ゲストはK。スタジオライブとしてかKが「ファースト・クリスマス」、平原とKのデュエットで「HAPPY XMAS」、平原のソロで「La La Love」が歌われ、後半の２曲では平原の父であるサックス奏者平原まことも演奏に参加している。。

### 2018年
森永乳業presents 平原綾香のヒーリング・ヴィーナス「平原綾香15周年記念ファンクラブイベント meets ヒーリング・ヴィーナス 公開生放送」
2018年2月11日 18:00-18:55放送（通常放送枠）
渋谷・マウントレーニアホールからの公開生放送。ファンクラブのデビュー15周年記念イベントとの合同企画。ライブで「ソメイヨシノ」「Reset」「スーパーカリフラジリスティックエクスピアリドーシャス」「What I am -未来の私へ-」の4曲を披露した。

## コラボレーション
- 2008年2月17日に、この番組の直前に放送されている『NISSAN あ、安部礼司〜BEYOND THE AVERAGE』（日曜 17：00 - 17:55）に平原が平原綾香本人役でエンディングに出演。登場人物・刈谷勇と絡むシーンが放送され、その際にこの番組と平原のベストアルバムの宣伝を平原自らが行った。また、直後の『ヒーリング・ヴィーナス』のオープニングでは、平原が刈谷勇の真似で登場している。
- 2008年8月31日にも『あ、安部礼司』に平原が本人役で出演。この日は安部礼司の登場人物刈谷勇と倉橋優がヒーリング・ヴィーナスにゲスト出演している。
- 2008年12月14日には、当時平原が出演していたフジテレビ系ドラマ『風のガーデン』から「氷室茜」がゲスト出演し、平原と対談した（平原の一人二役）[12]。
- 2010年3月7日には、平原が主題歌（「ケロパック」）を担当した『超劇場版ケロロ軍曹 誕生!究極ケロロ 奇跡の時空島であります!!』からケロロ（声：渡辺久美子）が「電波ジャック」と称して出演した[13]。
- 2012年12月16日の『あ、安部礼司』に、平原が3度目の出演。この日は安部礼司の登場人物、安部礼司と刈谷勇がヒーリング・ヴィーナスにゲスト出演している。
- 2013年2月17日および2月24日放送の『優香のココロ・カラダ・ゲンキ』（TOKYO-FM 日曜20時台）に平原とMay J.が、2月24日放送のヒーリング・ヴィーナスに優香、May J.がそれぞれゲスト出演し、3人の鼎談という形で放送された[14]。